# Casa de Henry Dwight Thompson
Henry Dwight Thompson House es una casa histórica ubicada en Westfield en el condado de Chautauqua, Nueva York.
Es una residencia de estilo gótico carpintero victoriano de dos pisos y con estructura de madera en forma de L, construida en 1869.Fue incluido en el Registro Nacional de Lugares Históricos en 1983. 